# گوتلیب رابنر

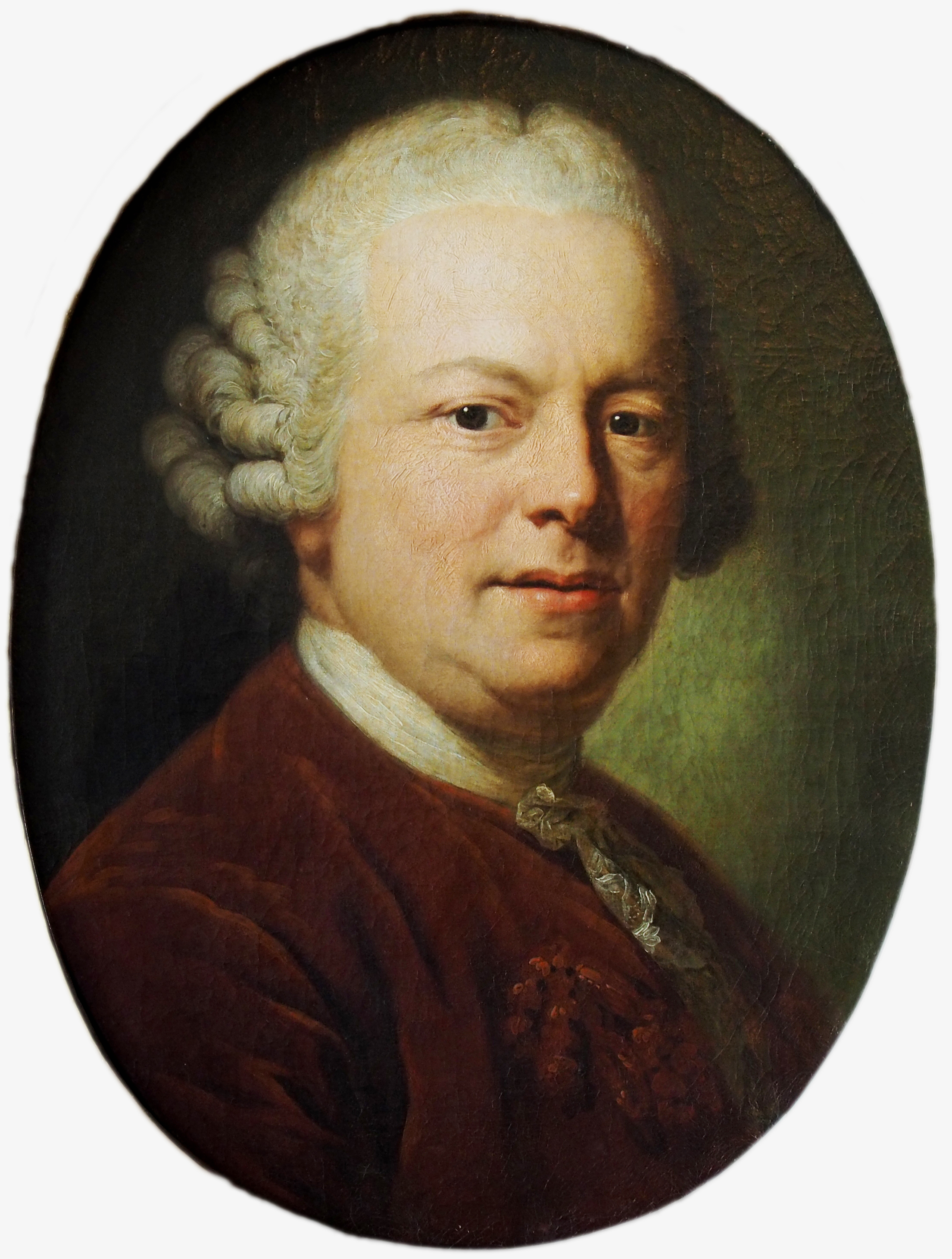
گوتلیب ویلهلم رابنر

گوتلیب ویلهلم رابنر (زاده ۱۷ سپتامبر ۱۷۱۴ – درگذشته ۲۲ مارس ۱۷۷۱)، نویسنده آلمانی طنزنویس و روزنامه‌نگار عصر روشنگری بود. او در واخائو در نزدیکی لایپزیگ به دنیا آمد و در درسدن درگذشت.
در سال ۱۷۴۱او اولین کار خود را به عنوان طنزپرداز در سرگرمی‌های عقل و شوخ‌طبعی شوابه انجام داد و متعاقباً در Bremer Beitrage مشارکت داشت. در طنزهای رابنر عمدتاً به حماقت طبقات متوسط پرداخته می‌شود.
مقالاتی که او در Bremer Beitrage منتشر کرد، متعاقباً در مجموعه نوشته‌های طنز (۲ جلد، ۱۷۵۱)، که دو جلد در سال ۱۷۵۵ به آن افزود، گردآوری شد.
رابنر به‌ویژه به‌خاطر رسالهٔ تقلیدیش، یادداشت بدون متن هینکمارس فون رپکو، بدنام است، که با تشکیل کامل خود پاورقی‌ها، اتهامی جدی علیه بیهودگی و ورشکستگی عمل پانوشت‌نویسی مطرح می‌کند. رابنر با لجاجت ادعا کرد که از آنجایی که به نظر می‌رسید پاورقی‌ها و یادداشتهای انتهایی کلید کسب شهرت ماندگار نویسندگی شده‌اند، رساله‌اش را تماماً در قسمت یادداشت‌ها نوشته و آن را به دیگران واگذار کرده‌است تا متنی را که او به شکلی عمیق حاشیه‌نویسی کرده‌است تهیه کنند.
افرادی مانند بنجامین فرانکلین و توماس پین تحت تأثیر عصر روشنگری قرار گرفتند، می‌توان گفت رابنر و دیگر نویسندگان زمان او نیروی محرکهٔ این جنبش بودند.
او در سال ۱۷۵۳ به درسدن آمد، در طول جنگ هفت ساله، در محاصره درسدن توسط پروسی‌ها در ژوئیه ۱۷۶۰، بیشتر دست نوشته‌های خود را از دست داد. اما آثار کامل او «بریفه» در سال ۱۷۷۲توسط کریستین فلیکس وایسه (۱۸۰۴–۱۷۲۶) منتشر شد.
در سال ۱۷۶۳ رابنر به شورای مالیات در درسدن ارتقا یافت، او اولین سکته مغزی خود را در سال ۱۷۶۷متحمل شد، نقاشی با عنوان و تاریخ برعکس "Steuerralh Gottlieb Wilhelm Rabener"، رنگ روغن روی بوم پس از سکته دوم او در سال ۱۷۶۹کشیده شد که در حال حاضر در یک مجموعه خصوصی نگهداری می‌شود. از جمع‌آوری مالیات او برای فردریک کبیر یا سال‌های آخر قبل از مرگش اطلاعات زیادی در دست نیست، اما به نظر می‌رسد که سکته‌های مغزی می‌تواند عامل مرگش باشد.